# NASCAR Winston Cup Series 1992
Sezonu 1992 NASCAR – był 22. sezonen w amerykańskiej serii wyścigowej NASCAR Winston Cup Series. Rozpoczął się 16 lutego na torze Daytona International Speedway w Daytona Beach, a zakończył 15 listopada na torze Atlanta Motor Speedway w Hampton. Zwyciężył Alan Kulwicki z dorobkiem 4078 pkt (2 zwycięstwa). W sezonie rozegrano 29 wyścigów.

## Kalendarz i zwycięzcy
| #  | Data            | Nr wyścigu | Tor              |                 |                 |                 |
| 1  | 16 lutego       | 1          | Daytona          | Davey Allison   | Ernie Irvan     | Mark Martin     |
| 2  | 1 marca         | 2          | Rockingham       | Bill Elliott    | Mark Martin     | Ernie Irvan     |
| 3  | 8 marca         | 3          | Richmond         | Bill Elliott    | Alan Kulwicki   | Harry Gant      |
| 4  | 15 marca        | 4          | Atlanta          | Bill Elliott    | Harry Gant      | Dale Earnhardt  |
| 5  | 29 marca        | 5          | Darlington       | Bill Elliott    | Harry Gant      | Mark Martin     |
| 6  | 5 kwietnia      | 6          | Bristol          | Alan Kulwicki   | Dale Jarrett    | Ken Schrader    |
| 7  | 12 kwietnia     | 7          | North Wilkesboro | Davey Allison   | Rusty Wallace   | Ricky Rudd      |
| 8  | 26 kwietnia     | 8          | Martinsville     | Mark Martin     | Sterling Marlin | Darrell Waltrip |
| 9  | 3 maja          | 9          | Talladega        | Davey Allison   | Bill Elliott    | Dale Earnhardt  |
| 10 | 24 maja         | 10         | Charlotte        | Dale Earnhardt  | Ernie Irvan     | Kyle Petty      |
| 11 | 31 maja         | 12         | Dover            | Harry Gant      | Dale Earnhardt  | Rusty Wallace   |
| 12 | 7 czerwca       | 12         | Sears Point      | Ernie Irvan     | Terry Labonte   | Mark Martin     |
| 13 | 14 czerwca      | 13         | Pocono           | Alan Kulwicki   | Mark Martin     | Bill Elliott    |
| 14 | 21 czerwca      | 14         | Michigan         | Davey Allison   | Darrell Waltrip | Alan Kulwicki   |
| 15 | 4 lipca         | 15         | Daytona          | Ernie Irvan     | Sterling Marlin | Dale Jarrett    |
| 16 | 19 lipca        | 16         | Pocono           | Darrell Waltrip | Harry Gant      | Alan Kulwicki   |
| 17 | 26 lipca        | 17         | Talladega        | Ernie Irvan     | Sterling Marlin | Davey Allison   |
| 18 | 9 sierpnia      | 18         | Watkins Glen     | Kyle Petty      | Morgan Shepherd | Ernie Irvan     |
| 19 | 16 sierpnia     | 19         | Michigan         | Harry Gant      | Darrell Waltrip | Bill Elliott    |
| 20 | 29 sierpnia     | 20         | Bristol          | Darrell Waltrip | Dale Earnhardt  | Ken Schrader    |
| 21 | 6 września      | 21         | Darlington       | Darrell Waltrip | Mark Martin     | Bill Elliott    |
| 22 | 12 września     | 22         | Richmond         | Rusty Wallace   | Mark Martin     | Darrell Waltrip |
| 23 | 20 września     | 23         | Dover            | Ricky Rudd      | Bill Elliott    | Kyle Petty      |
| 24 | 28 września     | 24         | Martinsville     | Geoffrey Bodine | Rusty Wallace   | Brett Bodine    |
| 25 | 5 października  | 25         | North Wilkesboro | Geoffrey Bodine | Mark Martin     | Kyle Petty      |
| 26 | 11 października | 26         | Charlotte        | Mark Martin     | Alan Kulwicki   | yle Petty       |
| 27 | 25 października | 27         | North Carolina   | Kyle Petty      | Ernie Irvan     | Ricky Rudd      |
| 28 | 1 listopada     | 28         | Phoenix          | Davey Allison   | Mark Martin     | Darrell Waltrip |
| 29 | 15 listopada    | 29         | Atlanta          | Bill Elliott    | Alan Kulwicki   | Geoffrey Bodine |